# Cuneoppia dogmai
Cuneoppia dogmai är en kvalsterart som beskrevs av Corpuz-Raros 1979. Cuneoppia dogmai ingår i släktet Cuneoppia och familjen Cuneoppiidae. Inga underarter finns listade i Catalogue of Life.